# إدارة نظم المعلومات

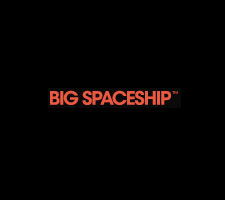
إدارة نظم المعلومات (بالإنجليزية: Information technology management) وأنظمة معلومات الإدارة (بالإنجليزية: Management Information System). هناك فرق كبير تلك انظمة إدارة وهذا للذي نحن بصدده إدارة لا أكثر ولا اقل للمعلومت تكون في أي إدارة سواء عامة أو خاصة

إدارة نظم المعلومات (بالإنجليزية: Information technology management)‏ وأنظمة معلومات الإدارة (بالإنجليزية: Management Information System)‏. هناك فرق كبير تلك انظمة إدارة وهذا للذي نحن بصدده إدارة لا أكثر ولا اقل للمعلومت تكون في أي إدارة سواء عامة أو خاصة.
'نظم المعلومات الإدارية (بالإنجليزية: Management Information Systems)، واختصارها (بالإنجليزية: MIS) نظم المعلومات الادارية أو ما يعرف باسم (MIS) يجمع مابين تقنية المعلومات وعلوم الحاسبات والإدارة

## التعريف
تأخذ إدارة نظم المعلومات صفة لقسمين من التعاريف التعريف الأول الإدارة. والقسم الثاني نظم المعلومات.
الإدارة مهمة إعداد وتنفيذ الخطط المتعلقة بتطوير الأنظمة الإلكترونية الخاصة بجمع وتنقية وحفظ وتبويب البيانات ومن ثم نشرها وتوفيرها لذوي الاهتمام والباحثين والخبراء

## اختصاصات الإدارة
إعداد خطط وسياسات استخدام الحاسب الآلي في أنشطة الإدارة المكلف بالتنسيق ومتابعة تنفيذها.
برمجة وحفظ واسترجاع وتطوير نظم المعلومات والبيانات اللازمة لأنشطة لإدارة المكلف بالتنسيق.
توفير وصيانة الأجهزة والبرامج والشبكات الإلكترونية اللازمة لنظم العمل الآلية بلإدارة المكلف، بالتنسيق مع الوحدات الإدارية المعنية.
تصميم وتشغيل وإدارة قواعد البيانات والمعلومات بأنواعها المختلفة.
تقديم الدعم الفني اللازم لمستخدمي الشبكات الإلكترونية بالوزارة، وتدريبهم على استخدام الأنظمة والبرامج وأجهزة الحاسب الآلي وملحقاتها.
إنشاء ومتابعة وتحديث موقع لإدارة المكلف بالتنسيق على شبكة المعلومات المحلية أو الإقليمية أو الدولية.
العمل على تنفيذ مشروع السجل الوطني.
إجراء التعدادات والمسوحات استناداً على السجلات الإدارية.
تطوير نظام البيانات المفتوحة.
العمل على مساندة نظام الحكومة الإلكترونية بتوفير بيانات انية متكاملة